# Encyclopedia Lituanica

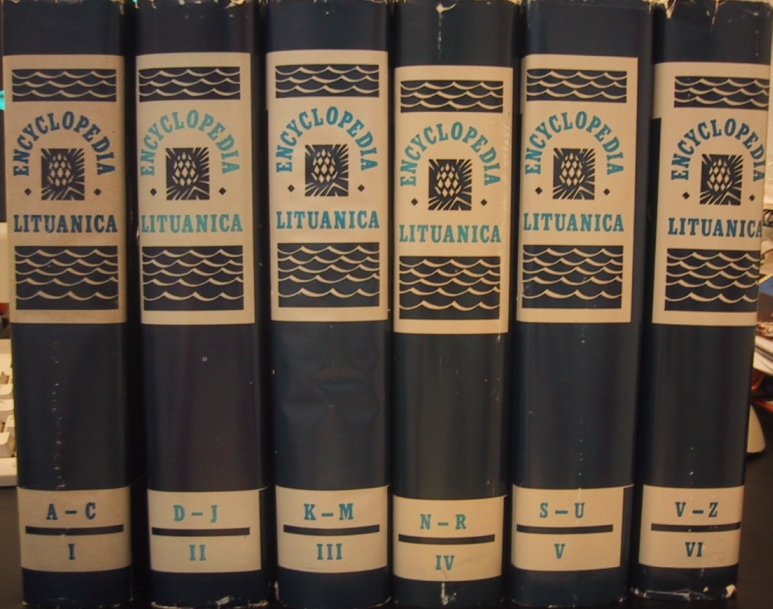
6 volumes da Encyclopedia Lituanica

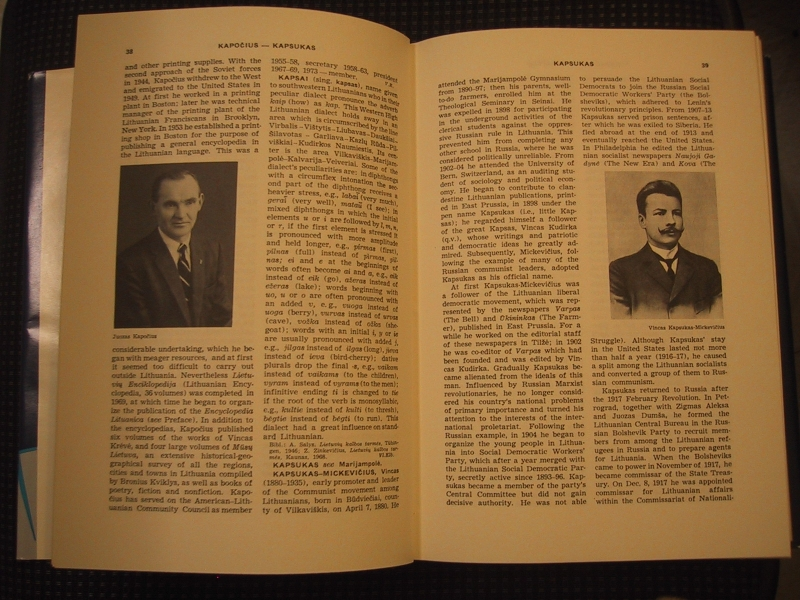
Um volume aberto da Encyclopedia Lituanica com a figura do editor Juozas Kapočius à esquerda

Encyclopedia Lituanica (provavelmente nomeada a partir de Encyclopædia Britannica ou Encyclopedia Americana) é uma enciclopédia em língua inglesa de seis volumes (cerca de 3.600 páginas) sobre a Lituânia e tópicos relacionados ao país. Foi publicada entre 1970 e 1978 em Boston, Massachusetts por imigrantes lituanos que haviam escapado da ocupação soviética ao final da Segunda Guerra Mundial. Até este dia, permanece como o único trabalho tão abrangente sobre a Lituânia em inglês.